# Olivaichthys cuyanus
Olivaichthys cuyanus is een straalvinnige vissensoort uit de familie van de oermeervallen (Diplomystidae). De wetenschappelijke naam van de soort is voor het eerst geldig gepubliceerd in 1965 door Ringuelet.